# Javanella
Javanella is een geslacht van kreeftachtigen uit de klasse van de Ostracoda (mosselkreeftjes).

## Soorten
- Javanella arenicola (Hartmann, 1978) Howe & Mckenzie, 1989
- Javanella caudata (Hartmann, 1978) Hone & Mckenzie, 1989
- Javanella dolichostracon Titterton & Whatley, 2009
- Javanella kendengensis Kingma, 1948 †
- Javanella pingshih Hu & Tao, 2008
- Javanella sanfordae Bergue & Coimbra, 2007 †